# Jahor Lapo
Jahor Lapo (in bielorusso Ягор Лапо?; Minsk, 20 giugno 1982) è un pentatleta bielorusso.

## Palmarès
In carriera ha conseguito i seguenti risultati:
- Mondiali:

Città del Guatemala 2006: argento nel pentathlon moderno staffetta a squadre.
Budapest 2008: oro nel pentathlon moderno staffetta a squadre e bronzo individuale ed a squadre.
- Europei

Albena 2004: oro nel pentathlon moderno a squadre.
Montepulciano 2005: bronzo nel pentathlon moderno a squadre.
Budapest 2006: argento nel pentathlon moderno a squadre.
Riga 2007: bronzo nel pentathlon moderno a squadre e staffetta a squadre.
Lipsia 2009: bronzo nel pentathlon moderno a squadre.